# Готи-Гавацуоло (Бергамо)
Готи-Гавацуоло је насеље у Италији у округу Бергамо, региону Ломбардија.
Према процени из 2011. у насељу је живело 234 становника. Насеље се налази на надморској висини од 555 м.